# Liam Miller
Liam Miller, właśc. William Peter Miller (ur. 13 lutego 1981 w Cork, zm. 9 lutego 2018) – irlandzki piłkarz występujący na pozycji środkowego pomocnika. Od 2009 grał w klubie Hibernian, wcześniej był zawodnikiem kolejno takich klubów jak Celtic F.C., Aarhus GF, Manchester United, Leeds United, Sunderland oraz Queens Park Rangers. Był także reprezentantem Irlandii.
Piłkarską karierę rozpoczynał w Celticu Glasgow, dla którego rozegrał 26 ligowych meczów i strzelił dwa gole. Po wyleczeniu poważnej kontuzji, w 2001 został wypożyczony do Aarhus GF, w barwach którego wystąpił w 18 pojedynkach duńskiej Superligi. Następnie powrócił do Celticu i w sezonie 2003/2004 wywalczył sobie miejsce w jego podstawowej jedenastce. 31 marca 2004 Miller zadebiutował w reprezentacji Irlandii w spotkaniu przeciwko Czechom. W tym samym roku odmówił podpisania nowego kontraktu z Celtikiem i odszedł do Manchesteru United. Przez dwa sezony rozegrał dla niego łącznie 22 pojedynki i zdobył dwie bramki. W trakcie sezonu 2005/2006 przebywał na wypożyczeniu w Leeds United, dla którego zanotował 28 ligowych występów. W 2006 Miller przeniósł się do Sunderlandu i stał się jego podstawowym zawodnikiem. W styczniu 2009 Irlandczyk trafił do klubu Queens Park Rangers grającego w The Championship. Po pół roku na zasadzie wolnego transferu przeszedł do Hibernian.

## Życie prywatne
Urodził się w irlandzkim mieście Cork i ukończył Coachford College. Jego ojciec jest Szkotem, natomiast matka pochodzi z Irlandii. Na jednym z internetowych czatów Miller napisał, że największy wpływ na jego karierę miała jego rodzina, a także trenerzy Martin O’Neill i Alex Ferguson. Miller był żonaty, miał jednego syna. Zmarł 9 lutego 2018 na raka trzustki, miał 36 lat.

## Kariera klubowa

### Celtic
Zawodową karierę rozpoczynał w 1997 w Celtiku. Debiut w Scottish Premier League zanotował 21 maja 2000 w spotkaniu przeciwko Dundee United. 24 sierpnia tego samego roku po raz pierwszy wystąpił w rozgrywkach Pucharu UEFA, Celtic pokonał 7:0 luksemburski klub Jeunesse Esch, a Miller w 64 minucie był bliski strzelenia gola. Na sezon 2001/2002 młody piłkarz został wypożyczony do duńskiego zespołu Aarhus GF, dla którego rozegrał 18 ligowych pojedynków i nie zdobył ani jednej bramki. Działacze duńskiego klubu chcieli wykupić Millera na stałe za 300 tysięcy funtów, jednak Irlandczyk ostatecznie powrócił do Celticu.
Pierwszego gola w Scottish Premier League Miller strzelił 18 października 2003 w meczu z Hearts. Na listę strzelców wpisał się w 9 minucie spotkania po podaniu Stilijana Petrowa, a w 50 minucie zdobył swoją drugą bramkę ustalając wynik meczu na 5:0. Po tym, jak Miller strzelił gola w pojedynku z Olympiquem Lyon, Martin O’Neill zaoferował irlandzkiemu zawodnikowi długoterminowy kontrakt w celu zatrzymania go w Celticu na dłużej.

### Manchester United
Miller nie przedłużył ostatecznie umowy z Celtikiem i 1 lipca 2004 odszedł do Manchesteru United, z którym jeszcze w styczniu tego samego roku podpisał przedterminową umowę. Opuszczenie Glasgow przez Irlandczyka zostało odebrane przez kibiców Celticu jako obraza klubu i brak lojalności, bowiem Celtic pomógł Millerowi w wyleczeniu poważnej kontuzji, której nabawił się na początku kariery. Miller strzelił swojego pierwszego gola dla Manchesteru 26 października w spotkaniu Pucharu Ligi Angielskiej przeciwko Crewe Alexandra. Na początku pobytu w ekipie „Czerwonych Diabłów” irlandzki pomocnik regularnie dostawał szanse występów, jednak pod koniec sezonu 2005/2006 rzadko kiedy pojawiał się na boisku. We wszystkich rozgrywkach Miller rozegrał dla Manchesteru łącznie 22 mecze.
4 listopada 2005 Miller na zasadzie trzymiesięcznego wypożyczenia trafił do Leeds United. Później umowa została przedłużona i Irlandczyk pozostał na Elland Road do końca sezonu. 19 listopada strzelił zwycięską bramkę dla Leeds w wygranym 4:3 wyjazdowym pojedynku z Southamptonem. Następnie razem z drużyną zakwalifikował się do play–offów o awans do Premier League, w których Leeds najpierw wygrało dwumecz z Preston North End, a następnie w decydującym spotkaniu przegrało 0:3 z Watford. Miller brał udział w pojedynkach barażowych, jednak razem z zespołem „The Whites” nie udało mu się wywalczył awansu do Premier League. Podczas pobytu w Leeds wychowanek Celticu zanotował 28 ligowych występów i strzelił jedną bramkę.
W lipcu 2006 dziennik The Telegraph napisał, że Miller w okienku transferowym będzie mógł odejść z Manchesteru United, jeśli działacze „Czerwonych Diabłów” dostaną satysfakcjonującą ich ofertę. Podczas tournée po RPA Manchester 16 lipca zagrał towarzyski mecz z drużyną Orlando Pirates. Alex Ferguson zdecydował się wystawić w pierwszym składzie starszych zawodników sadzając tym samym Liama po raz kolejny na ławce rezerwowych. 31 sierpnia Miller został zawodnikiem Sunderlandu, z którym związał się trzyletnią umową. Trenerem tego klubu był wówczas Roy Keane – piłkarz Manchesteru United, z którym Miller miał okazję grać przez jeden sezon. W barwach „Czerwonych Diabłów” Liam wystąpił łącznie w dziewięciu ligowych spotkaniach.

### Sunderland

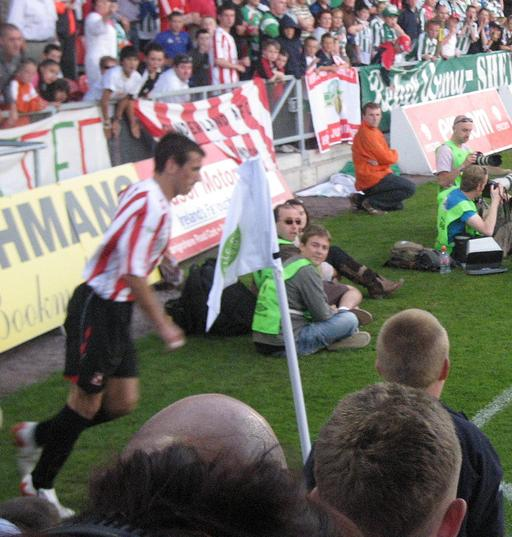
Miller wykonuje rzut rożny podczas towarzyskiego meczu z Cork City

Miller zadebiutował w barwach Sunderlandu 9 września 2006 podczas wygranego 2:1 meczu przeciwko Derby County rozegranego na Stadium of Light. Pierwszego gola dla nowego klubu strzelił 13 września w wygranym 3:0 spotkaniu z Leeds United, kiedy to pokonał bramkarza rywali strzałem z 14 jardów.
6 stycznia 2007 irlandzki pomocnik został ukarany czerwoną kartką w meczu Pucharu Anglii z Preston North End. Sędzia Iain Williamson w 37 minucie dał mu drugą żółtą kartkę za faul na Davidzie Nugentcie, a Sunderland przegrało to spotkanie 0:1. Zespół „Czarnych Kotów” zajął pierwsze miejsce w końcowej tabeli The Championship i awansował do Premier League. Pierwszą bramką dla Sunderlandu w najwyższej klasie rozgrywek w kraju Miller zdobył 22 września w meczu z Middlesbrough. 8 grudnia w pojedynku z Chelsea Irlandczyk za popchnięcie Claudio Pizarro został ukarany czerwoną kartką, a Sunderland przegrało ostatecznie z „The Blues” 0:2.
Trener Roy Keane 27 lutego 2008 umieścił Millera na liście transferowej podając za powód brak dyscypliny u irlandzkiego gracza oraz częste spóźnianie się na treningi. Wychowanek Celticu był bliski przejścia do Toronto – kanadyjskiej drużyny, w której grali trzej byli zawodnicy Sunderlandu – Danny Dichio, Carl Robinson oraz Andy Welsh.

### Queens Park Rangers
Na początku 2009 zainteresowanie pozyskaniem Millera wyraził klub Queens Park Rangers, działacze którego planowali wypożyczyć Irlandczyka. Menedżer Sunderlandu – Ricky Sbragia powiedział „QPR jest zainteresowane pozyskaniem Liama, zobaczymy co się wydarzy”. Następnego dnia Miller podpisał z Queens Park Rangers stałą umowę mającą obowiązywać do końca rozgrywek, a kwoty transferu nie ujawiono. Ligowy debiut w barwach QPR Liam zanotował 27 stycznia podczas zwycięskiego 3:0 wyjazdowego meczu z Blackpool. 19 maja działacze QPR rozwiązali kontrakt z Millerem oraz 5 innymi zawodnikami swojego zespołu.

### Hibernian
We wrześniu 2009 Miller podpisał dwuletnią umowę z występującym w Scottish Premier League klubem Hibernian, do którego dołączył na zasadzie wolnego transferu. Miller wywalczył sobie miejsce w pierwszym składzie Hibernian, a po rozegranym 24 października meczu z Rangersami na Ibrox Park (remis 1:1) dziennikarz The Times – Graham Spiers nazwał go „królem Hibs”. Irlandczyk został uznany najlepszym graczem Scottish Premier League w październiku.

## Kariera reprezentacyjna

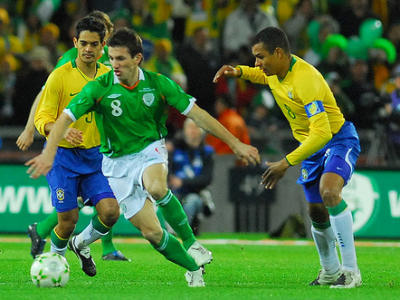
Miller podczas meczu z Brazylią

Miller ma za sobą występy w reprezentacji Irlandii do lat 21, z którą brał udział w eliminacjach do Euro 2004. Wystąpił między innymi w meczu z Albanią, w którym nie miał prawa zagrać z powodu otrzymania we wcześniejszych spotkaniach dwóch żółtych kartek. Irlandzki Związek Piłki Nożnej przyznał się do błędu i przeprosił organizację UEFA. Irlandczycy wygrali z Albańczykami 2:1, jednak Albanii przyznano wygraną walkowerem 3:0.
W dorosłej reprezentacji Irlandii Miller zadebiutował 31 marca 2004 w zwycięskim 2:1 pojedynku z Czechami, kiedy to w 70 minucie zmienił Gary'ego Doherty'ego. Pierwszego gola dla drużyny narodowej były piłkarz Manchesteru United zdobył 1 marca 2006 w spotkaniu ze Szwecją, kiedy to pokonał bramkarza rywali strzałem z 25 jardów. Razem z reprezentacją swojego kraju Miller brał udział między innymi w nieudanych dla Irlandczyków eliminacjach do mistrzostw świata 2006 oraz eliminacjach do Euro 2008. Następnie uczestniczył w eliminacjach do mistrzostw świata w RPA, na które Irlandczycy nie awansowali przez przegranie barażowego dwumeczu z Francją.

## Statystyki
ostatnia aktualizacja: 28 czerwca 2010
| Klub                | Sezon     | Liga  | Liga | Puchar | Puchar | Puchar Ligi | Puchar Ligi | Europa | Europa | Inne  | Inne | Łącznie | Łącznie |
| Klub                | Sezon     | Mecze | Gole | Mecze  | Gole   | Mecze       | Gole        | Mecze  | Gole   | Mecze | Gole | Mecze   | Gole    |
| ------------------- | --------- | ----- | ---- | ------ | ------ | ----------- | ----------- | ------ | ------ | ----- | ---- | ------- | ------- |
| Celtic F.C.         | 1999/2000 | 1     | 0    | 0      | 0      | 0           | 0           | 0      | 0      | 0     | 0    | 1       | 0       |
| Celtic F.C.         | 2000/2001 | 0     | 0    | 0      | 0      | 0           | 0           | 1      | 0      | 0     | 0    | 1       | 0       |
| Aarhus GF (wyp.)    | 2001/2002 | 18    | 0    | 0      | 0      | 0           | 0           | 0      | 0      | 0     | 0    | 18      | 0       |
| Celtic F.C.         | 2002/2003 | 0     | 0    | 0      | 0      | 1           | 0           | 1      | 0      | 0     | 0    | 2       | 0       |
| Celtic F.C.         | 2003/2004 | 25    | 2    | 1      | 0      | 1           | 0           | 13     | 3      | 0     | 0    | 40      | 5       |
| Celtic F.C.         | Łącznie   | 26    | 2    | 1      | 0      | 2           | 0           | 15     | 3      | 0     | 0    | 44      | 5       |
| Manchester United   | 2004/2005 | 8     | 0    | 4      | 0      | 2           | 1           | 5      | 0      | 0     | 0    | 19      | 1       |
| Manchester United   | 2005/2006 | 1     | 0    | 0      | 0      | 1           | 1           | 1      | 0      | 0     | 0    | 3       | 1       |
| Manchester United   | Łącznie   | 9     | 0    | 4      | 0      | 3           | 2           | 6      | 0      | 0     | 0    | 22      | 2       |
| Leeds United (wyp.) | 2005/2006 | 28    | 1    | 2      | 0      | 0           | 0           | 0      | 0      | 3     | 0    | 33      | 1       |
| Sunderland          | 2006/2007 | 30    | 2    | 1      | 0      | 0           | 0           | 0      | 0      | 0     | 0    | 31      | 2       |
| Sunderland          | 2007/2008 | 24    | 1    | 0      | 0      | 1           | 0           | 0      | 0      | 0     | 0    | 24      | 1       |
| Sunderland          | 2008/2009 | 3     | 0    | 0      | 0      | 1           | 0           | 0      | 0      | 0     | 0    | 4       | 0       |
| Sunderland          | Łącznie   | 57    | 3    | 1      | 0      | 2           | 0           | 0      | 0      | 0     | 0    | 60      | 3       |
| Queens Park Rangers | 2008/2009 | 13    | 0    | 0      | 0      | 0           | 0           | 0      | 0      | 0     | 0    | 13      | 0       |
| Hibernian           | 2009/2010 | 33    | 2    | 2      | 0      | 1           | 0           | 0      | 0      | 0     | 0    | 36      | 2       |
| Łącznie             | Łącznie   | 184   | 8    | 10     | 0      | 8           | 2           | 21     | 3      | 3     | 0    | 226     | 13      |